# ローザ・リムバエワ
ローザ・リムバエワ（カザフ語の発音に近い姓の表記はルンバエヴァ。Роза Рымбаева、ラテン文字表記：Roza Rymbayeva、1957年10月28日 - ）は、カザフスタンの歌手である。

## 経歴
ソビエト連邦カザフ・ソビエト社会主義共和国セミパラチンスク（現・カザフスタンセメイ）出身で、1977年「全ソ連テレビグランプリコンクール」で金メダルを獲得、脚光を浴びる。
1989年に核実験場の閉鎖を求めた反対運動が起こり、自ら「ザマナイ」歌い全土の原動力となった。
1991年に核実験が終わるまでには、スタジアムまで避難し自ら被爆、自身だけでなく親戚や知人をがんなどで失った。
ソビエト連邦からの独立後「カザフスタン共和国」となり、「名誉芸術家」の称号を与えた。
2009年8月7日にNHK総合テレビジョン『ノーモアヒバクシャ〜核兵器のない世界を目指して〜』、2011年10月19日NHKBSプレミアム『Amazing Voice 驚異の歌声 女たちの地平線〜カザフスタン〜』に登場した。
2012年7月27日に広島市に表敬訪問、同年7月31日に同市で昼は講義、夜は歌唱を行った。